# Дроздов, Сергей Григорьевич
Сергей Григорьевич Дроздов (24 июня 1929, Уральск, Уральский округ, Казакская АССР, РСФСР — 3 ноября 2016, Москва, Российская Федерация) — советский и российский вирусолог, директор Института полиомиелита и вирусных энцефалитов им. М. П. Чумакова (1972—2006), академик АМН СССР (1984), академик РАН (2013), заслуженный деятель науки Российской Федерации.

## Биография
В 1952 году окончил Кубанский медицинский институт, затем — аспирантуру Института вирусологии АМН СССР (научный руководитель — выдающийся отечественный вирусолог, основатель вирусологической школы академик М. П. Чумаков).
С 1955 по 2006 год работал в Институте полиомиелита и вирусных энцефалитов АМН СССР (позднее Институт полиомиелита и вирусных энцефалитов имени М. П. Чумакова), где прошёл путь от младшего научного сотрудника до директора учреждения (1972—2006).
В 1965 году защитил докторскую диссертацию, профессор (1967).
В 1984 году был избран академиком АМН СССР по специальности «эпидемиология вирусных инфекций». В 2013 году после реформы государственных академий наук в России становится академиком РАН.
Скончался 3 ноября 2016 года. Похоронен на Востряковском кладбище в Москве (участок 28).

## Научная деятельность
Один из активных участников научного проекта по всестороннему изучению этиологии, эпидемиологии, молекулярной биологии полиомиелита, созданию эффективных вакцин против этого заболевания и организации их широкомасштабного производства. На основании лабораторных и полевых исследований, которые проводились в Эстонской ССР (1959), была доказана ареактогенность, иммунологическая безопасность и высокая эффективность живой (оральной) полиовирусной вакцины из аттенуированных штаммов Сэбина.
Эти исследования стали основой для разработки стратегии применения живой вакцины в СССР и странах мира, что привело к резкому снижению заболеваемости полиомиелитом. В период работы во Всемирной организации здравоохранения (ВОЗ), он способствовал проведению исследований эпидемиологических особенностей полиомиелита в разных регионах мира, что положило начало масштабному эпидемиологическому надзору за этой инфекцией и в дальнейшем помогло в разработке ВОЗ Глобальной программы ликвидации полиомиелита. Был отмечен благодарностью и нагрудным знаком ВОЗ.
Под его руководством реализована научная программа исследований по изучению геморрагической лихорадки с почечным синдромом и Крымской геморрагической лихорадки, вызванной вирусом Конго; разработана технология изготовления инактивированной вакцины против этой инфекции, налажено производство диагностических препаратов, в том числе диагностикумы геморрагической лихорадки Крым-Конго.
Им были изучены особенности заболеваемости клещевым энцефалитом, сконструированы новые тест-системы для выявления этого вируса и антител к нему, изучены особенности формирования иммунитета при различных формах заболевания, усовершенствована вакцина для профилактики этого заболевания, проведено генотипирование изолятов вируса клещевого энцефалита, необходимое для совершенствования имеющихся и разработки новых вакцин.
Автор более 350 печатных работ, в том числе 12 монографий. Под его руководством защищены 9 докторских и кандидатских диссертаций.
Член научных обществ, проблемных и экспертных советов Российской Федерации, редколлегий ряда научных журналов.

## Награды и звания
- Премия имени М. П. Чумакова РАМН за лучшую работу в области медицинской вирусологии (2003) — за цикл работ «Разработка научных основ массовой профилактики и ликвидации полиомиелита»
- Два ордена Трудового Красного Знамени
- Орден «За заслуги перед Отечеством» III степени (1999)
- Премия Совета Министров СССР
- Государственная премия Российской Федерации (в составе группы, за 1997 год) — за цикл работ по клинике, этиотропной диагностике и терапии неизвестных ранее инфекционных заболеваний
- Заслуженный деятель науки Российской Федерации (2004)
- почётные грамоты